# Rubus henriquesii
Rubus henriquesii é uma espécie de planta com flor pertencente à família Rosaceae. 
A autoridade científica da espécie é Samp., tendo sido publicada em Revista 1: 58. 1903.

## Portugal
Trata-se de uma espécie presente no território português, nomeadamente em Portugal Continental.
Em termos de naturalidade é endémica da Península Ibérica.

## Protecção
Não se encontra protegida por legislação portuguesa ou da Comunidade Europeia.